# Neustadt an der Aisch
Neustadt an der Aisch város Németországban, azon belül Bajorországban. Járási székhély. Lakosainak száma 13 523 fő (2023. december 31.).

## Városrészei
21 hivatalos rész:
| - Birkenfeld - Chausseehausnsee) - Diebach - Eggensee - Hasenlohe - Herrnneuses - Hohenwürzburg | - Kleinerlbach - Neustadt a.d.Aisch - Obernesselbach - Oberschweinach - Oberstrahlbach - Pulvermühle - Schauerheim | - Schellert - Stöckach - Unternesselbach - Unterschweinach - Unterstrahlbach - Virnsbergerhaag - Weiherhof |

Nem hivatalos részek:
| - Am Ellenberg - Fallmeisterei - Klausberg - Kohlenmühle - Lohmühle | - Riedfeld - Rößleinsdorf - Stöckachermühle - Wasenmühle |

## Politika
|  | Stadtrat 2020–2026 24 képviselő az alábbiak szerint: |

## Galéria

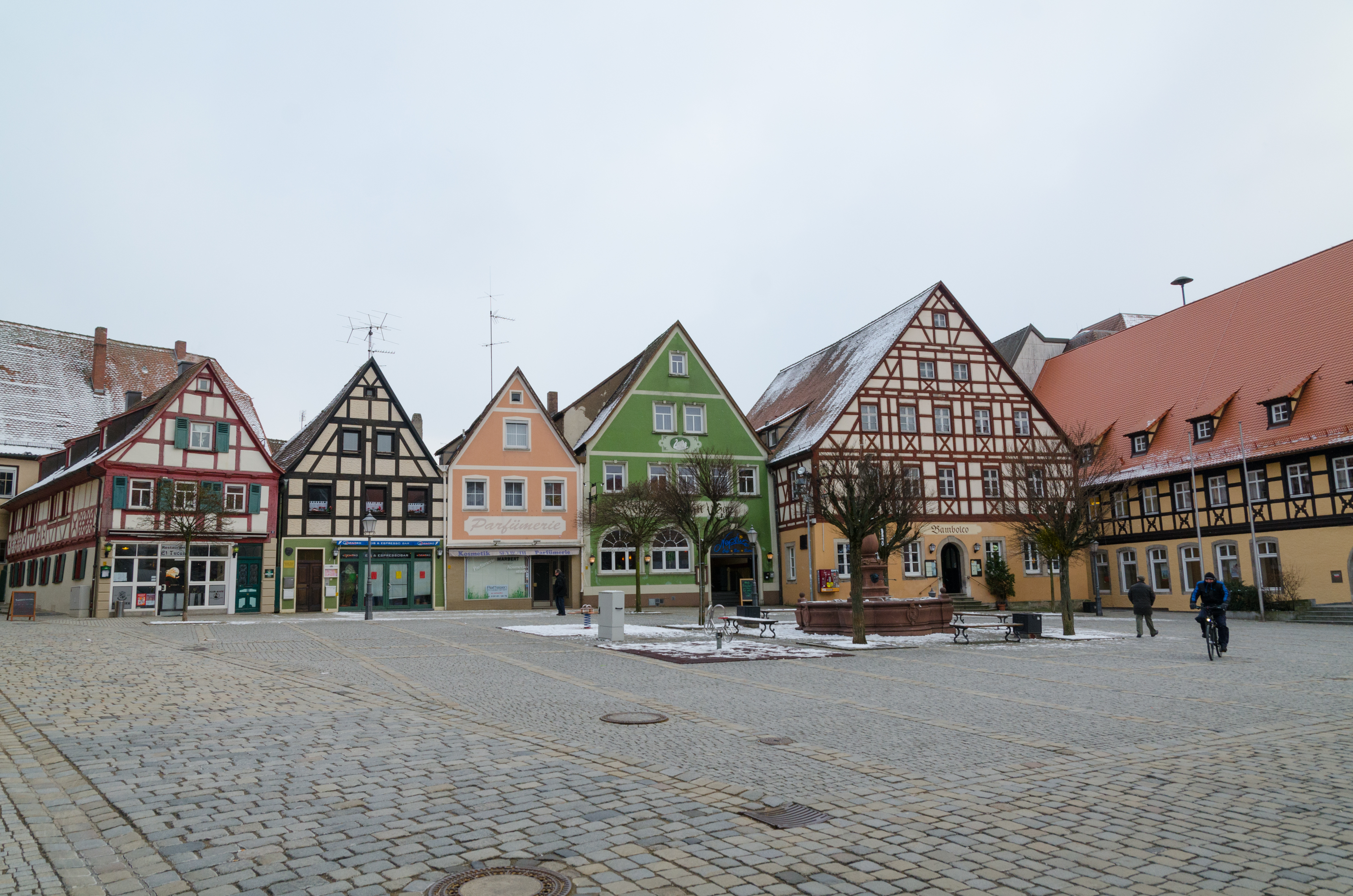
A piactér
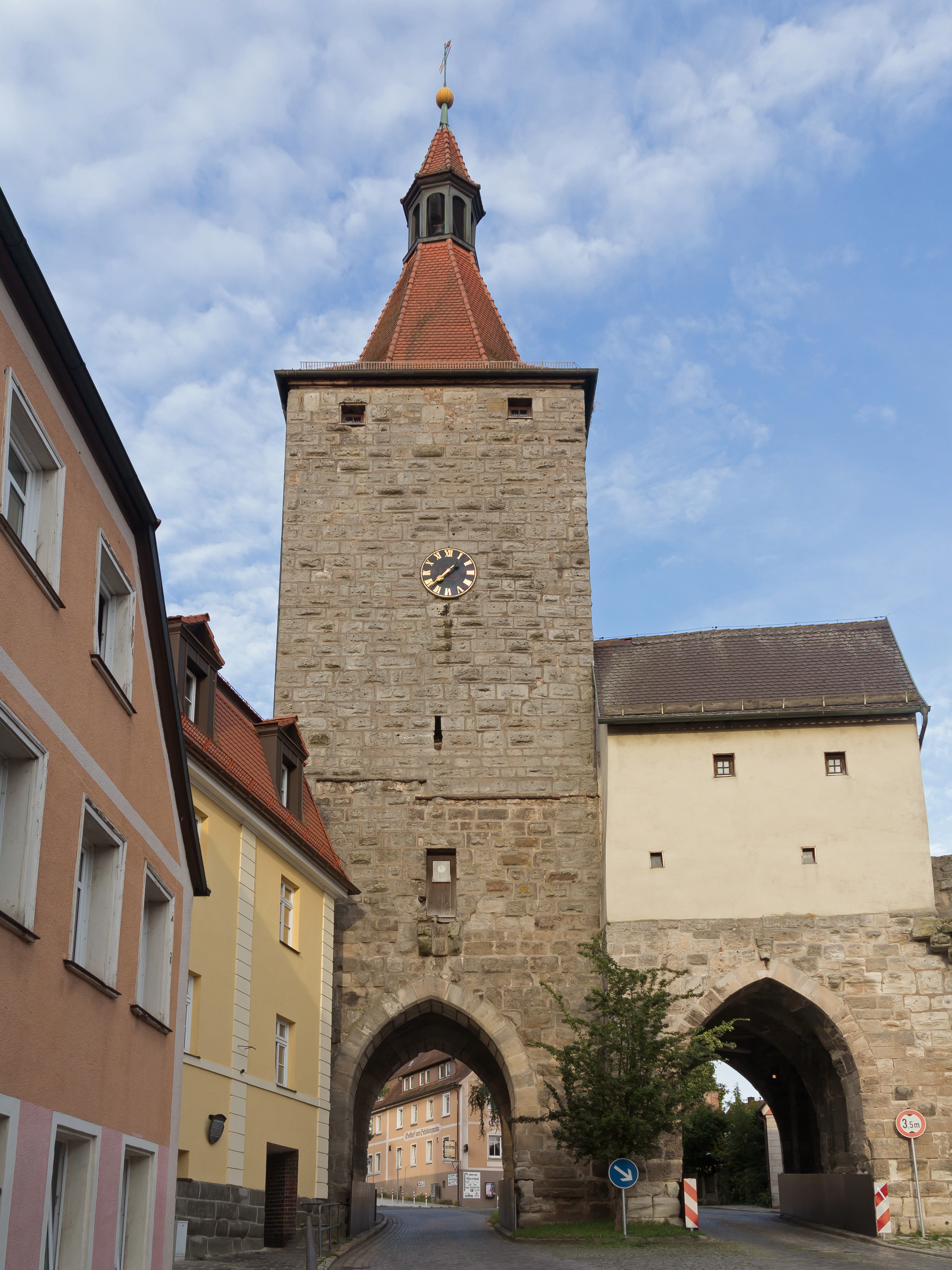
A nürnbergi kapu
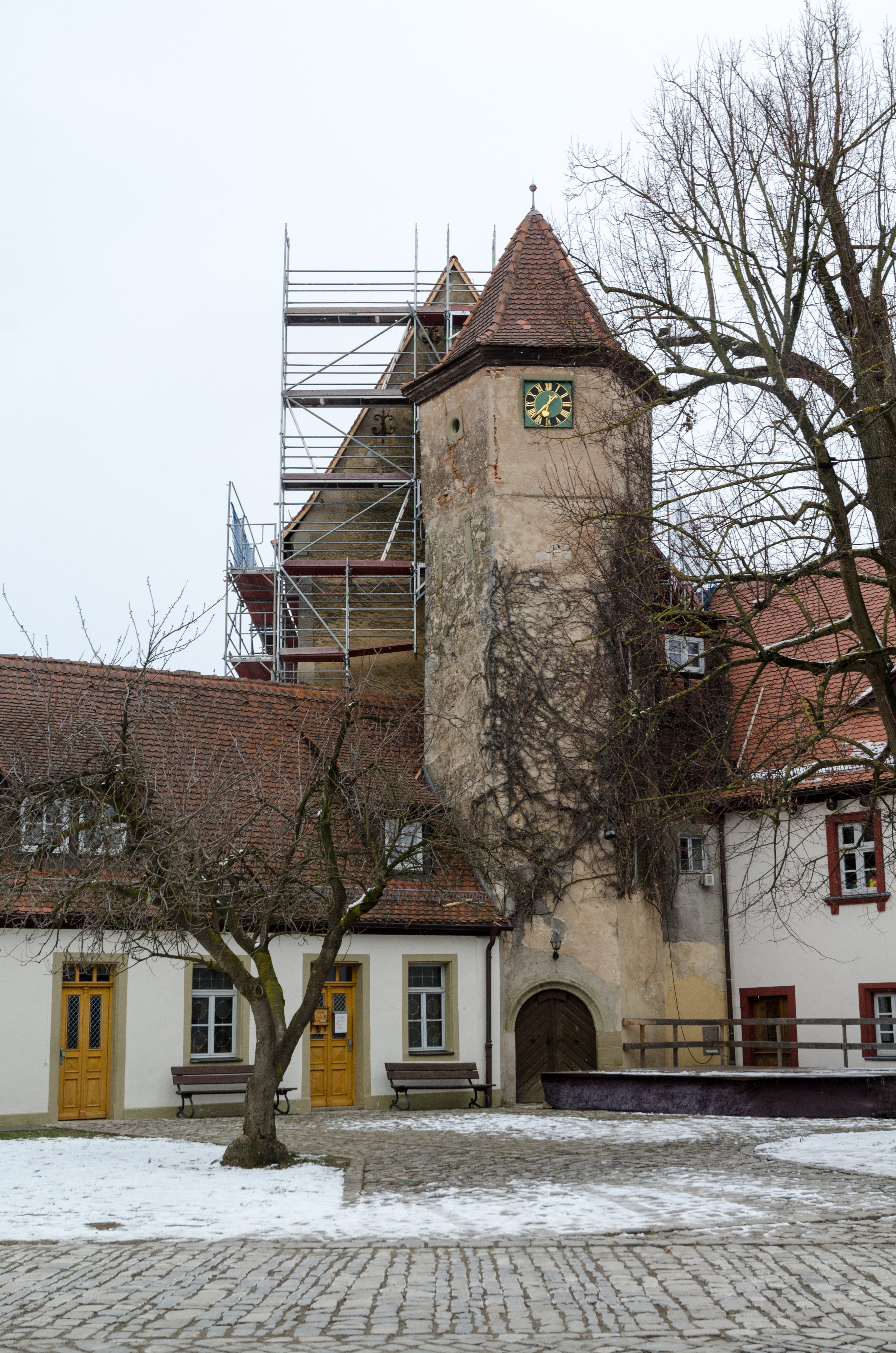
A régi kastély
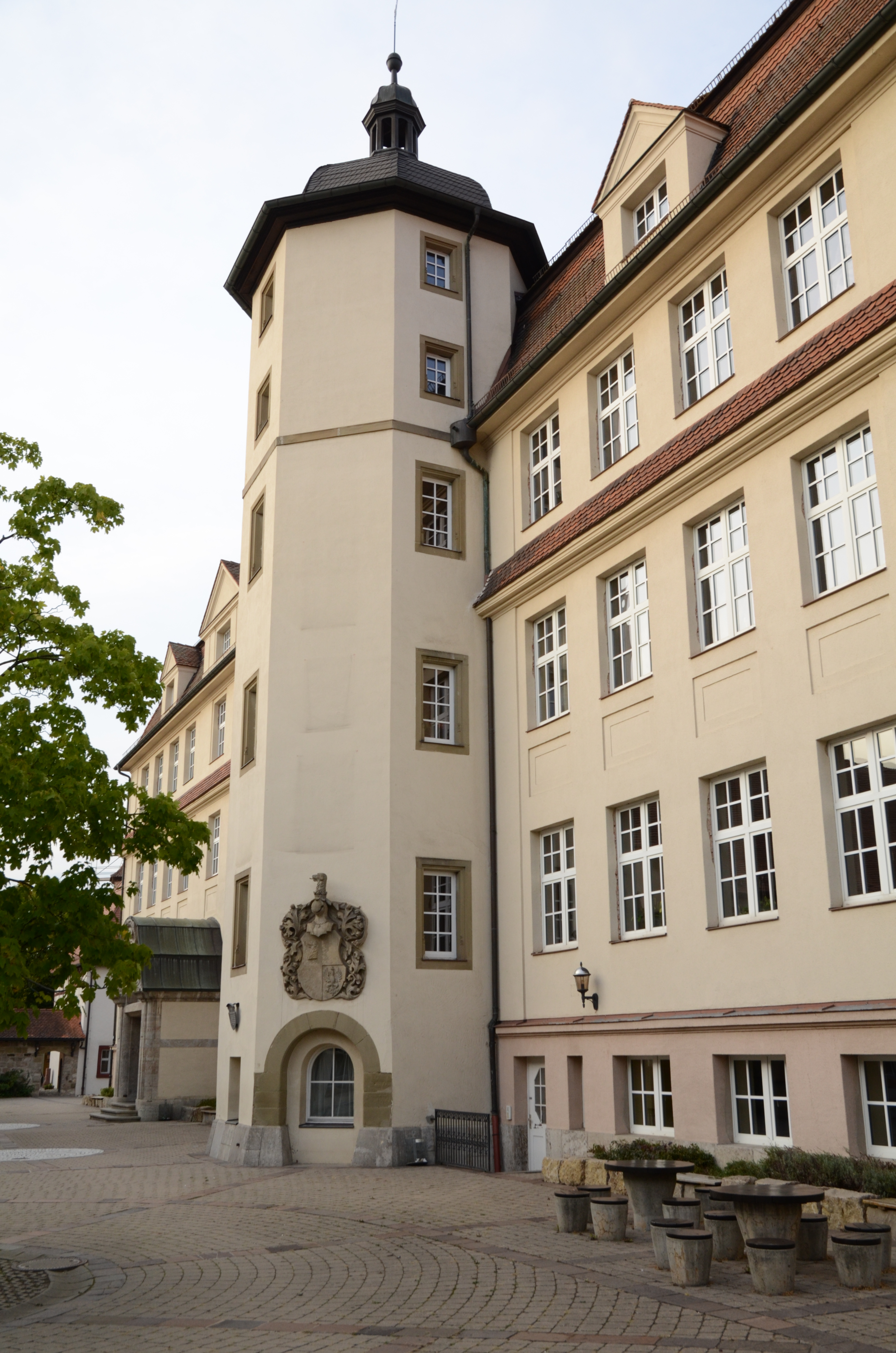
Az úji kastély
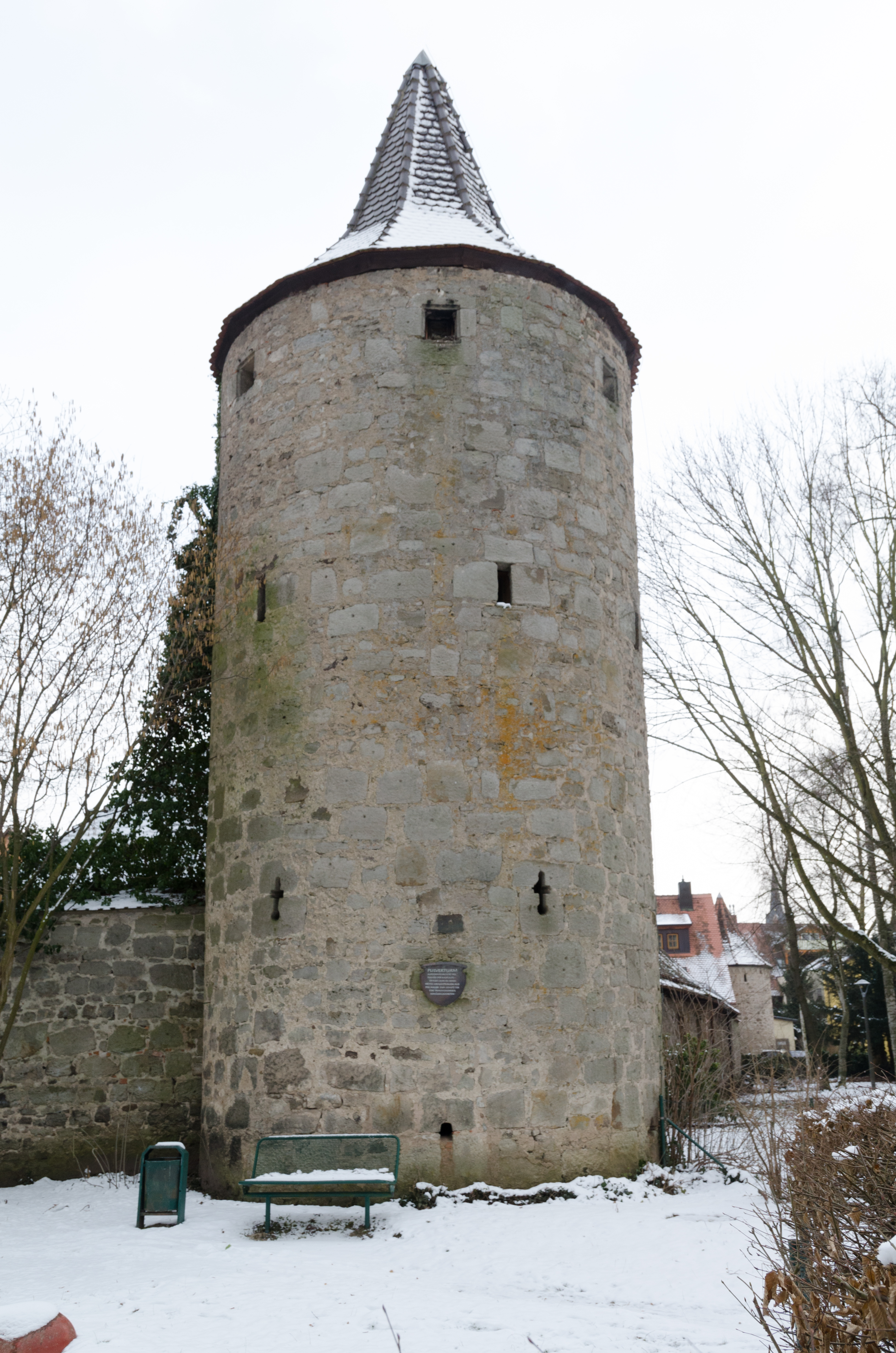
Pulverturm

## Népesség
A település népessége az elmúlt években az alábbi módon változott:
| Lakosok száma | 3709 | 8453 | 10 104 | 12 317 | 12 351 | 12 432 | 12 805 | 12 941 | 13 319 | 13 523 |
|               | 1875 | 1950 | 1975   | 2007   | 2012   | 2013   | 2015   | 2017   | 2021   | 2023   |